# Vaudricourt (Somme)
Vaudricourt is een gemeente in het Franse departement Somme (regio Hauts-de-France) en telt 436 inwoners (2005). De plaats maakt deel uit van het arrondissement Abbeville.

## Geografie
De oppervlakte van Vaudricourt bedraagt 3,0 km², de bevolkingsdichtheid is 145,3 inwoners per km².
De onderstaande kaart toont de ligging van Vaudricourt (Somme) met de belangrijkste infrastructuur en aangrenzende gemeenten.

## Demografie
Onderstaande figuur toont het verloop van het inwonertal (bron: INSEE-tellingen).